# Арена Шевде
Арена Шевде је вишенаменски објекат који служи за рехабилитацију, фитнес, теретану, масажу, јавне догађаје, као и спортске манифестације у граду Шевде, Шведска, а она има капацитет за 2.500 гледалаца на спортским догађајима.
У овој арени су се играли мечеви Европског првенства у рукомету за жене 2006., као и неки од мечева Светског првенства у рукомету 2011.